# Madalena Perdigão
Maria Madalena Bagão da Silva Biscaia de Azeredo Perdigão (Figueira da Foz, 28 de abril de 1923 — Lisboa, 5 de dezembro de 1989) esteve envolvida na criação da orquestra e o coro da Fundação Calouste Gulbenkian.

## Biografia
A mais velha de três irmãs, filha de Lídia Maria de Jesus Bagão da Silva Biscaia e Severo da Silva Biscaia, herdou dos pais uma educação pontuada entre os ideais republicanos do pai, um convicto opositor de António de Oliveira Salazar, e o catolicismo defendido pela sua mãe. 
A 6 de Novembro de 1960, casou na Capela do Paço da Bemposta, freguesia da Pena, em Lisboa, com José de Azeredo Perdigão, célebre advogado que foi o primeiro presidente da Fundação Calouste Gulbenkian.
Foi colaboradora da Fundação Calouste Gulbenkian (FCG), primeiro como chefe da Secção de Música (1958-1960), que à data da sua entrada era dependente dos Serviços Gerais de Educação, depois na sua autonomização e direção, enquanto Serviço de Música (1960-1974) e, posteriormente, no Serviço ACARTE (1984-1989). Contribuiu para a fundação da educação artística em Portugal, uma dimensão da educação que acreditava capacitar a formação individual dos indivíduos,  facilitando a sua integração sociocultural.
Após terminar os estudos liceais, ingressou na Faculdade de Ciências de Universidade de Coimbra, onde se licenciou com distinção em Matemática, em 1944. 
Ao mesmo tempo que fazia o seu percurso escolar, realizou estudos de piano. Em 1948, concluiria o Curso Superior de Piano no Conservatório Nacional de Lisboa. Em seguida, realizou cursos de aperfeiçoamento em Paris e chegou a apresentar-se em concertos com a Orquestra Sinfónica da Emissora Nacional, dirigida pelo maestro Pedro de Freitas Branco. 
Ligada ao associativismo cultural, presidiu ao Círculo de Cultura Musical, em Coimbra, e a Pró-Arte; encarregando-se igualmente da representação, em Coimbra, de outras associações musicais com sede em Lisboa ou no Porto, casos do Orpheon Portuense, da Sociedade de Concertos de Lisboa e da Juventude Musical Portuguesa. Pertenceu ainda ao Teatro dos Estudantes da Universidade de Coimbra e, de forma mais ativista, à lista da Comissão de Propaganda e Organização de Coimbra do Conselho Nacional das Mulheres Portuguesas.
Na sua trajetória na Fundação Gulbenkian inclui-se a criação do respetivo Serviço de Música, da Orquestra (1962), do Coro (1964) e do Ballet (1965), a realização de 13 Festivais Gulbenkian de Música (1958-1970), a presidência da Comissão Orientadora da Reforma do Conservatório Nacional (1971-1974), a direção do Gabinete Coordenador do Ensino Artístico do Ministério da Educação (1978-1984) e proposta de um Plano Nacional de Educação Artística, a presidência do I Festival Internacional de Música de Lisboa (1983), a direção do Serviço de Animação, Criação Artística e Educação pela Arte – ACARTE (1984-1989) e a criação do Centro Artístico Infantil (CAI) da FCG.

## Reconhecimento
Em 1988, foi distinguida com o prémio “Mulheres da Europa”, que reconhecia o papel de uma mulher ou grupo de mulheres de um dos países da CEE que tivesse contribuído, nos dois anos antecedentes, para fazer progredir a União Europeia.
Foi agraciada com os seguintes graus das Ordens Honoríficas portuguesas: Comendador da Ordem Militar de Sant'Iago da Espada (21 de janeiro de 1964), Comendador da Ordem do Infante D. Henrique (22 de agosto de 1983), Grande-Oficial da Ordem Militar de Sant'Iago da Espada (5 de setembro de 1985) e Grã-Cruz da Ordem Militar de Sant'Iago da Espada (8 de março de 1990, a título póstumo).

## Ligações Externas
- Arquivos RTP | Serviço de Música da Fundação Calouste Gulbenkian – Parte I: Madalena Azeredo Perdigão (1972)